# 宮藤官九郎
宮藤官九郎（日语：／ Kudō Kankurō，1970年7月19日— ），本名宮藤俊一郎，是一名日本編劇、演員、電影導演、樂團吉他手。出身於宮城縣栗原市（舊栗原郡若柳町）。代表作有《池袋西口公園》、《虎與龍》、《小海女》、《對不起青春！》、《寬鬆世代又怎樣》、《我家的故事》、《極度不妥！》等。

## 簡歷
於幼少時期即發揮寫作方面的才華，總是在作文比賽中得獎。宮城縣竹館高等學校畢業，日本大學藝術學部放送學科中途退學，理由是「大學生活很無聊，在大學期間只交到一個朋友」，於是選擇退學。大學肄業後，進入松尾スズキ所帶領的劇團「大人計畫」，並一邊為電視台的綜藝節目寫腳本。
1995年，宮藤以吉他手「暴動」的名義與演員阿部貞夫、村杉蟬之介組成樂團Group魂，身兼吉他手和所有作詞及部分作曲，並且也參與小短劇的製作。2002年，以電影《GO！大暴走》的劇本獲得第25回日本電影金像獎最佳劇本獎。2005年，登上第56回NHK紅白歌合戰，演唱〈我買果汁給你〉，同年，執導電影《深夜裡的彌次先生和喜多先生》，為個人初執導作。
2013年，初次執筆NHK晨間劇，以《小海女》造成社會現象，並獲得新語、流行語大賞及多項劇本獎，主角能年玲奈亦以此劇爆紅。
多年來的合作夥伴TBS製作人磯山晶稱宮藤為「努力家」。
2017年，NHK正式公布由宮九執筆的《韋駄天～東京奧運故事～》成為2019年大河劇，並且為了2020年東京奧運提前準備。
2020年3月31日確診新型冠狀病毒肺炎。於4月7日出院。6月1日回歸。

## 個人生活
- 老家開文具店
- 24歲時，和舞蹈指導者八反田リコ結婚。2005年，女兒誕生。

## 獎項
- 2000年第25回日劇學院賞劇本獎（《池袋西口公園》）
- 2001年第53回讀賣文學獎（《GO！大暴走》）
- 第25回日本電影金像獎最優秀劇本獎（《GO！大暴走》）
- 藝術選獎新人獎（日语：芸術選奨新人賞）（《木更津貓眼》）
- 2002年第32回日劇學院賞劇本獎（《木更津貓眼》）
- 2002年第32回日劇學院賞導演獎（《木更津貓眼》）
- 2003年第37回日劇學院賞劇本獎（《我的魔法師》）
- 2003年第39回日劇學院賞劇本獎（《曼哈頓愛情故事》）
- 黃金飛翔獎（日语：ゴールデン・アロー賞）
- 岸田國士戲曲獎（日语：岸田國士戯曲賞）（《鈍獣》）
- 2005年第45回日劇學院賞劇本獎（《虎與龍》）
- 2006年第50回日劇學院賞劇本獎 （第2名）（《我是主婦》）
- 第43屆銀河賞
- 第29回向田邦子獎（《自戀刑警》）
- 2008年第59回日劇學院賞劇本獎（《流星之絆》）
- 2010年第66回日劇學院賞劇本獎（《自戀刑警》）
- 2010年第66回日劇學院賞導演獎（《自戀刑警》）
- 2011年第71回日劇學院賞劇本獎 （第2名）（《還有第11人！》）
- 2013年東京國際戲劇節劇本獎（《小海女》）
- 2013年第78回日劇學院賞劇本獎（《小海女》）
- 2013年新語、流行語大賞（《小海女》じぇじぇじぇ）
- 第16回みうらじゅん賞
- 2014年第83回日劇學院賞劇本獎（《對不起青春！》）
- 2016年第89回日劇學院賞劇本獎（《寬鬆世代又怎樣》）
- 2016年第4回CONFiDENCE日劇大獎劇本獎（《寬鬆世代又怎樣》）
- 2017年第92回日劇學院賞男配角獎 （第3名）（《四重奏》）
- 2018年第95回日劇學院賞劇本獎 （《監獄公主》）
- 2021年第107回日劇學院賞劇本獎 （《我家的故事》）
- 2024年第119回日劇學院賞最佳劇本 （《極度不妥！》）
- 2024年第119回日劇學院賞最佳作品 （《極度不妥！》）
- 2024年第121回日劇學院賞最佳劇本 （《新宿野戰醫院》）
- 2025年第33回橋田賞

## 劇本作品

### 電影
- GO！大暴走（2001年，原作：金城一紀）
- 乒乓（2002年，原作：松本大洋）
- 木更津貓眼 日本系列（2002年）
- Iden & Tity（2003年，原作：みうらじゅん）
- 藥房女孩（2004年）
- 斑馬人（2004年）
- 69 sixty nine（2004年，原作：村上龍）
- 深夜裡的彌次先生和喜多先生（中譯：午夜駭嗑浪人）（2005年）
- 木更津貓眼 世界系列（2006年）
- 舞妓哈哈哈（2007年）
- 少年手指虎（2009年）
- 鈍獸（2009年）
- カムイ外伝（中譯：忍者戰場）（2009年）
- 男兒有淚不輕彈（2009年）
- 蜉蝣峠（2010年）
- 斑馬人2（2010年）
- 中學生圓山（2013年）
- 謝罪大王（2013年）
- 土龍之歌（2014年）
- 地獄那有那麼HIGH（2016年）
- 寬鬆世代又怎樣：INTERNATIONAL（2023年）[3]
- 快一秒的他（2023年）

### 電視劇/網絡劇
- 恐怖童話拇指姑娘（1999年，TBS）
- 悪いオンナ「占っちゃうぞ」（2000年，TBS）
- 池袋西口公園（2000年，TBS，原作：石田衣良）
- 打拼男人幫（2001年，富士電視台）
- 木更津貓眼（2002年，TBS）
- 我的魔法師（2003年，日本電視台）
- 曼哈頓愛情故事（2003年，TBS）
- 虎與龍（2005年，TBS）
- 我是主婦（2006年，TBS）
- 在恆河裡游蝶泳（2007年，名古屋電視台開局45周年記念劇）
- 未來講師（2008年，朝日電視台）
- 流星之絆（2008年，TBS，原作：東野圭吾）
- 自戀刑警（2010年，TBS）兼任導演
- 還有第11人！（2011年，朝日電視台）兼任導演
- 小海女（2013年，NHK）
- 對不起青春！（2014年，TBS）
- 寬鬆世代又怎樣（2016年，NTV）
- 監獄公主（2017年，TBS）
- 我是山岸，有何貴幹（日语：ゆとりですがなにか#スピンオフドラマ）（2017年，Hulu）
- 遠藤憲一與宮藤官九郎之受您指教了（2018年，WOWOW）
- 韋駄天～東京奧運故事～（2019年，NHK）
- JOKE ～2022恐慌发布！（日语：JOKE〜2022パニック配信!）（2020年，NHK）
- 我家的故事（2021年，TBS）
- 幕末一擊必殺隊（日语：いちげき）（2023年，NHK）[4]
- 我們離婚吧（2023年，Netflix）
- 沒有季節的城市（2023年，Disney+，原作：山本周五郎）
- 極度不妥！（2024年，TBS）
- 新宿野戰醫院（2024年，富士電視台）
- 最終看到的街道（日语：終りに見た街）（2024年，朝日電視台）
- 黑色推銷員（2025年，Amazon Prime Video）

### 舞台劇
- ウーマンリブ系列（作・演出）
  - vol.1　ナオミの夢（1996年）
  - vol.2　ずぶぬれの女（1997年）
  - vol.3　ニッキー・イズ・セックスハンター（1998年）
  - vol.4　ウーマンリブ発射！（1999年）
  - vol.5　グレープフルーツちょうだい（2000年）
  - vol.6　キラークイーン666（2001年）
  - vol.7　熊沢パンキース03（2003年）
  - vol.8　轟天VS港カヲル～ドラゴンロック！女たちよ、俺を愛してきれいになあれ（2004年）
  - vol.9　七人の恋人（2005年）
  - vol.10　ウーマンリブ先生（2006年）
- 大人計画本公演（作・演出）
  - 春子ブックセンター（2002年）
  - ドブの輝き（2007年）より「涙事件」　※三作品のうちの一つを担当
- 外部公演（戲曲）
  - メタルマクベス（2006年）

## 導演作品

### 電影
- ティンポン（2002年）
- 深夜裡的彌次先生和喜多先生（2005年）
- 少年手指虎（2009年）
- 中學生圓山（2013年）
- TOO YOUNG TO DIE!（2016年）

### 電視劇
- 木更津貓眼第7話「最初で最後の夜!」（2002年）

### 網路劇
- 沒有季節的城市（2023年，Disney+，原作：山本周五郎）

## 演出作品

### 電影
- 愛の新世界（1994年）
- キッズ・リターン（1996年7月）
- CROSS』（2001年12月）
- 日雇い刑事（2002年4月）
- ロックンロールミシン（2002年）
- 13階段（2003年2月）
- 福耳（2003年9月、初次主演作品）
- 在世界中心呼喊愛（2004年5月）
- この胸いっぱいの愛を（2005年）
- 令人討厭的松子的一生（2006年）
- 惡童當街(2006年)
- 大帝之劍（2007年）
- 歡迎來到隔離病房（2007年）
- 魍魎之匣（2007年）
- 爆漫王(2015年10月)
- 親愛的外人（2017年8月）
- 我啊，走自己的路（2020年）
- 電影版 鴉色刑事組（2023年1月）

### 電視
- TV's HIGH（富士電視台）
- ワンナイR&R（富士電視台）
- 笑う犬の太陽』（富士電視台、構成も担当）
- いま何待ち?（富士電視台、構成も担当）
- ロバートホール水（富士電視台、構成も担当）
- 氣志團氣志團（2003年、富士電視台。脚本も担当）
- リチャードホール（富士電視台、構成も担当）
- 探偵!ナイトスクープ（朝日放送、顧問として出演）
- 感じるジャッカル（2001~2002、富士電視台。構成も担当）
- ロクタロー（1998~1999、富士電視台。これは構成のみ）
- ホレゆけ!スタア☆大作戦 ~まりもみ危機一髪!~（YTVほか、2007年）

### 電視劇
- 百萬保母（1995年、富士電視台）
- 噂の探偵QAZ（1995年、日本電視台）
- 美味關係
- ギフト（最終回）
- 大搜查線 秋季犯罪撲滅特別篇』
- 走れ公務員!（1997年、富士電視台。第7話）
- 金翅雀の群れ（1999年、NHK教育電視台）
- シネマ・カクテル（1999年、關西電視台）
- 世界奇妙物語
  - 1999年秋季特別篇「馬賽克」
  - 2001年秋季特別篇「媽媽新發售!」
- ABC…XYZ（1999年、富士電視台）
- 悪いオンナ（2000年、TBS電視台）
- 二千年之戀（富士電視台、初回&最終回）
- 池袋西口公園（最終回）
- マッチポイント! ～女が勝負をかける時～（2000年、NHK）
- 恋は余計なお世話（2001年、富士電視台。松尾スズキ脚本）
- コウノトリなぜ紅い（2001年、NHKハイビジョン）
- 夢想加洲（2002年、TBS電視台）
- ご近所探偵TOMOE（2003年、WOWOW）
- 蝉しぐれ（2003年、NHK綜合電視台）
- W的悲劇（2010年、TBS）
- BORDER（2014年、朝日電視台、第5話）
- 四重奏（2017年，TBS電視台）
- 鐵證懸案～真相之門～ （第二季）（2018年，WOWOW TV）

### 網路劇
- 因為我們忘記一切（2022年，Disney+）

### 廣播節目
- キック・ザ・カンクロー（TBS廣播電台）
- カンクロード☆ヴァンダム（JFN系）2007年4月～

## 音樂

### 單曲
- 第一張單曲「竹內力」
- 第二張單曲「本田博太郎~ magical mystery UPAAAAAAAAA!!!!!」
- 第三張單曲「我買果汁給你（日语：君にジュースを買ってあげる）♥」
- 第四張單曲「妳・Low-tension Girl」，該張單曲是以「グループ魂に柴咲コウが。」的名義，與柴崎幸共同合作發行的歌曲。
- 於2011年2月2日發行新單曲「噠噠噠」

### 專輯
- 第一張專輯「GROOPER」
- 第二張專輯「RUN魂RUN」
- 第三張專輯「叛逆的日本魂」
- 第四張專輯「TMC」
- 第五張專輯「ぱつんぱつん」

## 著作
- 宮藤官九郎的小房間　宮藤官九郎與母親（2007年5月　角川書店）
- 你(穿著木屐)踩過天鵝屍體嗎？ (2015年10月1號 木馬文化）
- 一起算數學

## 脚注
1. ↑  2014年宮藤官九郎《SORRY青春！》劇本集專訪。
2. ↑  記者李姿瑩. . 經濟日報.   [2020-03-31]. （原始内容存档于2020-04-04）.
3. ↑  . Eiga Natalie. 2023-04-24  [2023-04-24]. （原始内容存档于2023-05-10） （日语）.
4. ↑  .   [2022-09-05]. （原始内容存档于2022-09-13）.

## 外部連結
- 個人檔案
- 宮藤官九郎的Instagram帳戶
- 宮藤官九郎的小房間 - 大人計画
- TBS廣播電台 キック・ザ・カンクロー（页面存档备份，存于）
- 角川書店 宮藤官九郎檔案
- グループ魂公式網站（页面存档备份，存于）